# 湯姆·曼寧 (黑馬漫畫)
湯姆·曼寧（英語：Tom Manning）是黑馬漫畫世界設定裡的一個虛構人物。他是超自然調查防禦署的現任領導者。

## 漫畫設定
湯姆·曼寧一直被描述成一個不相信機構中超自然成員的典型官僚人物，儘管超自然成員對外來威脅的抵禦作出過巨大貢獻。最近幾年，曼寧開始較善意地對待他手下的超自然成員們，比如，儘管他在成員羅傑(Roger)的胸口處植入一顆炸彈以防萬一，但他已將羅傑提拔為羅傑所在小隊的隊長。
很可能從地獄男爵叛逃自BPRD一事點醒了曼寧，最近他拒絕了上尉Ben Daimio自羅傑和羅傑所在隊伍災難事件後的辭職申請。從這點來說，曼寧已經從一個冷酷的主管逐漸轉變為一個置成員利益與機構本身利益至上的領導者。

## 其他媒體
- 在電影中，就像和漫畫描述的一樣，湯姆曼寧更像一個官僚主義者/政治家而不是一個超自然現象調查者。他在撥亂所謂超自然調查防禦署和FBI參與的陰謀論方面起了重要作用。在地獄男爵電影裡，直到地獄男爵救了曼寧一命前，曼寧和地獄男爵本人的關係一直很緊張。然後，在第二部《地獄男爵:黃金軍團》裡，當地獄男爵的一系列行為暴露了超自然調查防禦署的存在，隨即曼寧被調職，由約翰·克勞斯（英语：Johann Kraus）擔任上次後，他們的關係重新緊張了起來。在第二部電影的一開始，曼寧為了保護地獄男爵不被暴露于公眾之中作出巨大努力，以至於他有一段時間壓力極大，脾氣焦躁。
- 曼寧也作為一個小角色出現在《地獄男爵:血與鐵》中。